# Zurna
A zurna (perzsa: szurnaj, سرنای elterjedt nézet szerint a سور (szúr) – jelentése ’ünnep’ – és a نای (naj) – jelentése ’nád’ – szavak összetételéből) fából készült keleti nádnyelves fúvós hangszer. Legkorábbi leírása a 10. században, Al-Fárábinál található. Az Iszlám hatása alá került népeknél, a Közel-Keleten, a Balkánon, Észak-Afrikában, Indiában, ezen kívül Kínában terjedt el. A magyar töröksíp is ennek a hangszernek egy változata. A zurna az európai zene kettős nádnyelvvel működő hangszereinek, végső soron az oboának, a fagottnak is az őse.
A zurnának ajaktámasszal ellátott kettős nádnyelves fúvókája van, furatának felső része hengeres, majd széles, kúpszerű tölcsérbe megy át, ez utóbbi gyakran fémből készül. Hat-nyolc felső és egy alsó hanglyuk van rajta.
Egyéb elnevezései: mizmar, zamr (arab), sona (kínai).